# إكسورة إسفينية
إكسورة إسفينية (الاسم العلمي:Ixora cuneata) هي نوع من النباتات تتبع جنس الإكسورة من الفصيلة الفوية.